# 태미 매킨토시
태미 매킨토시(Tammy MacIntosh, 1970년 7월 2일 ~ )는 오스트레일리아의 배우이다.